# 1848 aux États-Unis
Pour des articles plus généraux, voir Chronologie des États-Unis et 1848.
Chronologie des États-Unis
- 1844
- 1845
- 1846
- 1847
- 1848
- 1849
- 1850
- 1851
- 1852

Cette page concerne des événements d'actualité qui se sont produits durant l'année 1848 du calendrier grégorien aux États-Unis.

## Gouvernement
- Président : James Knox Polk Démocrate
- Vice-président : George Mifflin Dallas Démocrate
- Secrétaire d'État : James Buchanan Démocrate
- Chambre des représentants - Président : Robert Charles Winthrop (Whig)

## Événements

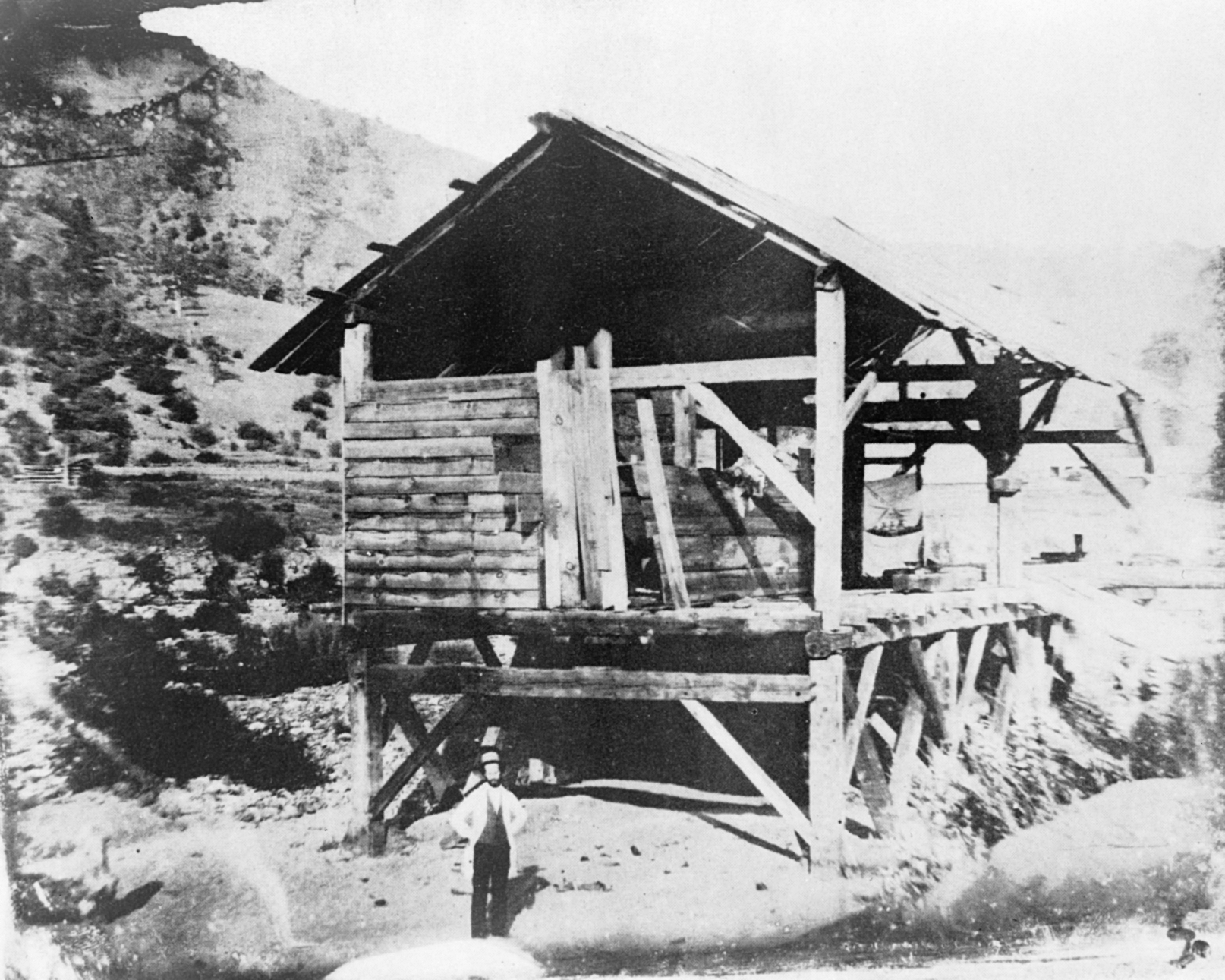
24 janvier : Découverte d'or à Sutter's Mill

- 16 janvier : Conférence « Les droits et les devoirs de l'individu en face du gouvernement » d'Henry David Thoreau au Lyceum de Concord.
- 24 janvier : Ruée vers l'or en Californie : James W. Marshall découvre de l'or à Sutter's Mill (à Coloma (Californie) dans la vallée de Sacramento). Début de la « ruée vers l'or » et de la « conquête de l'Ouest ». En cinq ans, le gisement produira l’équivalent d’un demi-milliard de dollars.
- 31 janvier : Début de la construction du Washington Monument, un monument en l'honneur de George Washington, élevé dans la capitale.

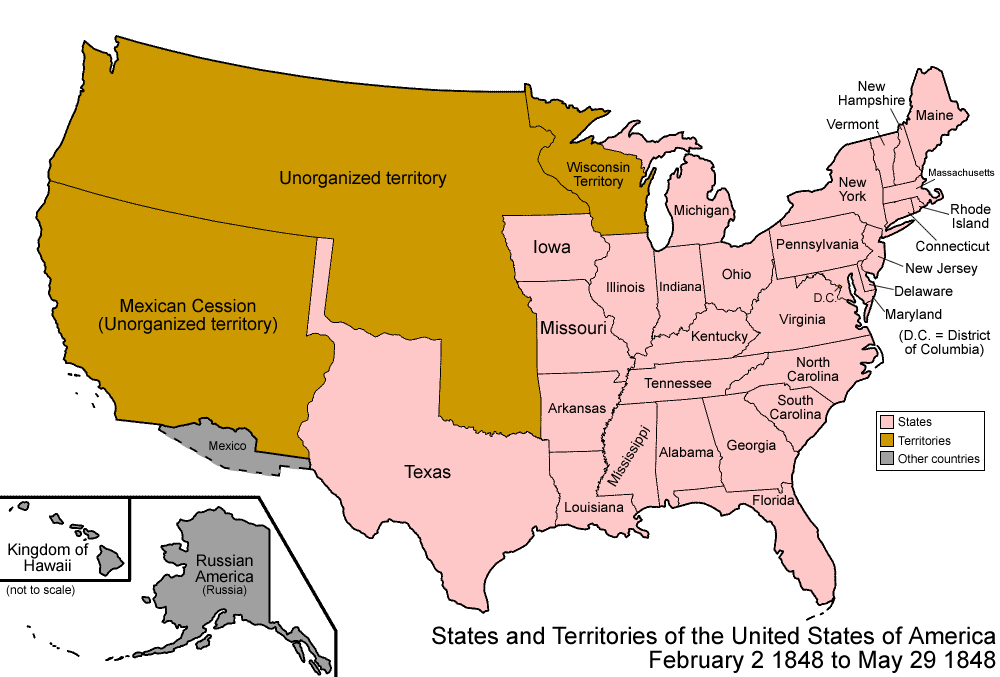
2 février - 29 mai 1848

- 2 février : Guerre américano-mexicaine : Traité de Guadalupe Hidalgo établissant la frontière entre les États-Unis et le Mexique au Río Grande. Les États-Unis obtiennent la souveraineté sur le Nouveau-Mexique, l’Arizona, la Haute-Californie et les futurs États de l’Utah, du Nevada, du Colorado et du Wyoming. En échange, les États-Unis versent au Mexique 15 millions de dollars et acceptent de prendre à leur charge toutes les réclamations des citoyens américains à l’égard du Mexique. Cet échange sera nommé par la suite « cession mexicaine[1] ».
- 31 mars : À Hydesville (État de New York), les jeunes sœurs Fox affirment avoir établi un contact par conversations et coups frappés avec un supposé « esprit » surnommé Mr. Spitfoot. Cet événement controversé puis démenti lance néanmoins la mode du spiritisme moderne, qui se poursuivra jusqu'au début du XXe siècle à travers le monde.
- 10 avril : Ouverture du canal de l'Illinois-Michigan, entre Chicago et le Mississippi.

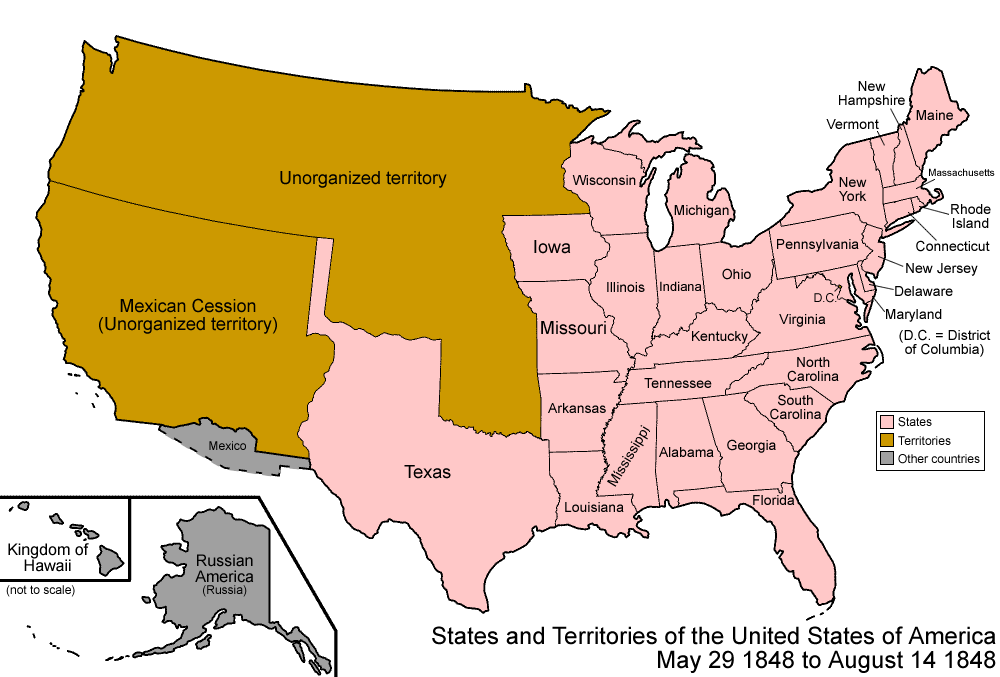
29 mai - 14 août 1848

- 29 mai : Le sud-est du Territoire du Wisconsin devient le 30e État, le Wisconsin. Le reste devient un territoire non-organisé[2].
- 19 juillet : Ouverture à Seneca Falls (État de New York) de la « Convention des droits de la femme », premier rassemblement appelé à discuter des droits civils et politiques des femmes.

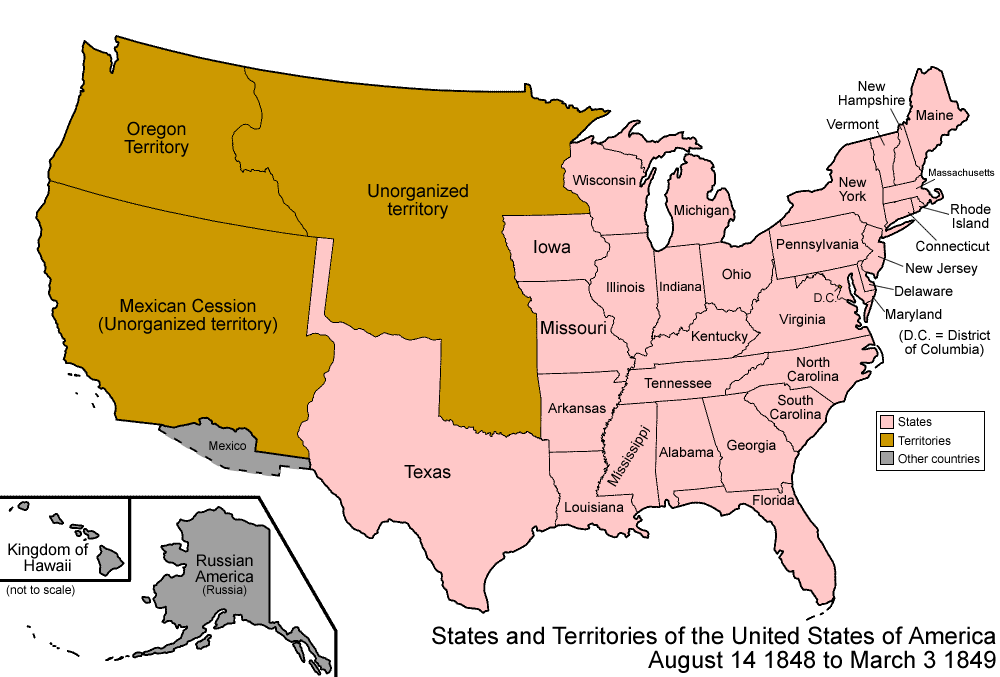
14 août 1848 - 3 mars 1849

- 14 août : Le Territoire de l'Oregon est organisé ; il inclut les actuels Idaho, nord-ouest du Montana, Oregon, Washington et ouest du Wyoming[3].
- 19 août : Ruée vers l'or en Californie : Le New York Herald annonce à la côte est des États-Unis qu'il y a une ruée vers l'or en Californie (bien que la ruée commence en janvier).
- 13 septembre : Phineas Gage, un contremaître des chemins de fer, subi un traumatisme crânien majeur, une barre de fer lui perfore le crâne. Malgré la gravité apparente de la blessure, la victime survi. Un cas d'école en neurologie.
- 7 novembre : Élection présidentielle américaine de 1848 : Le Général Zachary Taylor (Whig) obtient un mandat de président des États-Unis contre son adversaire démocrate Lewis Cass et l'ancien président Martin Van Buren, candidat du mouvement Free Soil (Terre Libre).
- 26 décembre : Fondation de la fraternité (société) internationale d'anciens élèves Phi Delta Theta ayant son siège social à l'Université Miami à Oxford dans l'Ohio.
- Le Bureau des affaires indiennes passe au ministère de l'Intérieur. Il est chargé des relations entre l'État fédéral et les Indiens.
- Les vétérans de la guerre du Mexique obtiennent du gouvernement des États-Unis soixante-quatre hectares de terre chacun. Nombreux sont ceux qui vendent leur lot à des spéculateurs pour moins de cinquante dollars.
- Début de l’émigration de nombreux paysans suédois et norvégiens vers Chicago et la région du Midwest.
- Construction de la cathédrale de l'Archange-Saint-Michel) (en) à Sitka en Alaska.
- William Bond et William Lassell découvrent Hypérion, l'une des lunes de Saturne.
- Fondation de l'American Association for the Advancement of Science, en français « Association américaine pour l'avancée de la science ». Elle est l'une des plus anciennes et peut-être la plus grande des fédérations d'organisations scientifiques. Elle est notamment éditrice de la célèbre revue Science.
- Fondation de la bibliothèque publique de Boston.
- Fondation du Philadelphia School of Design for Women, à Philadelphie en Pennsylvanie.
- Fondation de l’université du Wisconsin-Madison, université publique américaine, dont le campus occupe une partie de la ville de Madison (Wisconsin).
- Fondation de l’université du Mississippi à Oxford (Mississippi).
- Le canal Illinois et Michigan, long de 155 km, est achevé. Élément clé de l'Illinois Waterway, il permet le transport fluvial depuis les Grands Lacs via le Mississippi jusqu'au golfe du Mexique. Il fera de Chicago, le centre logistique des États-Unis, avant que les chemins de fer ne supplantent le transport fluvial dans cette région. Il cessa son activité commerciale en 1933, il est désormais utilisé pour la navigation de plaisance.

## Naissances
- 13 janvier : Lilla Cabot Perry, (décédée le 28 février 1933), était l'une des premières artistes impressionnistes aux États-Unis.
- 5 février : Belle Starr, (née à Carthage ; décédé le 3 février 1889 près d'Eufaula), fut une célèbre hors-la-loi américaine.
- 18 février : Louis Comfort Tiffany, (né à New York - décédé le 17 janvier 1933 à New York) est un artiste américain célèbre pour ses œuvres en verre teinté dans le style Art nouveau.
- 20 février : Edward Henry Harriman, (né à Long Island - décédé le  9 septembre 1909), mieux connu sous le nom de « E. H. Harriman », était un riche directeur américain des entreprises ferroviaires Southern Pacific et Union Pacific.
- 19 mars : Wyatt Earp, (décédé le 13 janvier 1929), était un chasseur de bisons, officier américain et marshal à Dodge City puis à Tombstone. Il est connu principalement pour sa participation à la fusillade d'O.K. Corral.
- 4 septembre : Lewis Howard Latimer, (décédé le 11 décembre 1928), est un inventeur afro-américain.
- 28 novembre : Henry Lomb, décédé le 13 juin 1908, était un opticien. Il a été l'un des deux fondateurs de la société Bausch & Lomb, créée en 1853.

## Décès

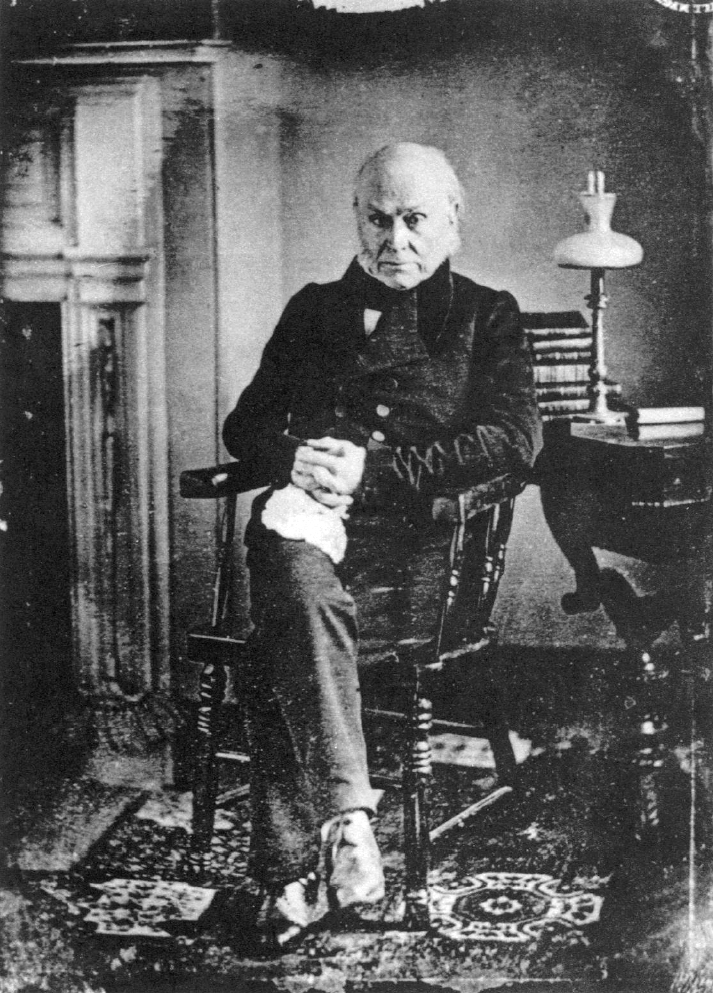
John Quincy Adams, en 1843.

- 6 février : Thomas Cole, (décédé le 6 février 1848) est un artiste américain du XIXe siècle.
- 11 février : Thomas Cole, peintre britannique/américain (° 1801).
- 23 février : John Quincy Adams, ancien président des États-Unis (° 1767).
- 29 mars : John Jacob Astor, né à Walldorf (Allemagne) le 17 juillet 1763 et mort à New York, est un négociant qui fit fortune dans le commerce de la fourrure, l'opium et l'immobilier. Il devint le premier milliardaire de l'histoire des États-Unis[4].

#### Articles généraux
- Histoire des États-Unis de 1776 à 1865
- Évolution territoriale des États-Unis
- Guerre américano-mexicaine
- Ruée vers l'or en Californie

#### Articles sur l'année 1848 aux États-Unis
- Drapeau des États-Unis
- Élection présidentielle américaine de 1848